# Церква Марії Сніжної (Оломоуць)
Церква Марії Сніжної (чеськ. Kostel Panny Marie Sněžné) — римо-католицька барокова церква в центрі міста Оломоуць, Чехія.
Церква є парафіяльним храмом і належить до Оломоуцької архідієцезії. У храмі також відправляються греко-католицькі богослужіння.

## Історія
Церква представляє барокову сакральну архітектуру міста Оломоуця. Розташована на площі Республіки та вулиці Денисовій церква протягом своєї історії завжди була римо-католицькою, проте монастир міноритів, якому вона належала, не зберігся до сьогодні. Наріжний камінь на місці колишньої Міноритської монастирської церкви був закладений у 1712 році, будівництво було закінчено через сім років, а у 1726 році був встановлений орган з так званим «небесним оркестром», який виготовив Й. Ґ. Гальбіх. Архітектором власне головної споруди церкви був Міхаель Кляйн з Ніси. Над іншими частинами храму та деталями його оздоблення працювали такі архітектори та скульптори як Вацлав Рендер (вхідний портал з тонованими колонами), Карел Йозеф Гаррінґер (розпис стелі), Августин Ян Томасберґер, Міхаель Цюрн молодший, Ян Штурмер та Вольфганг Треґер (скульптури храму), Йоганн Георг Шмідт, Йозеф Франтішек Вікарт, Йоганн Георг Гайнш та Карел Йозеф Гаррінгер (живопис). Серед інших Ян Криштоф Гандке працював над оздобленням церкви протягом 24 років, створивши фрески та декілька малюнків.
У 1773 році австрійський імператор Йосиф II скасував орден єзуїтів. Після цього короткий час, до 1778 року, церква слугувала Оломоуцькому університету для академічних богослужінь. Після переведення університету до Брна, церква перейшла у власність військового гарнізону Оломоуць, а відтак слугувала складом.
У 20 столітті церква зазнала декількох реконструкцій, починаючи з періоду після початку Першої світової війни. Лише у 1910 році святиня знову почала служити вірним, а між 1916 та 1918 роками її інтер'єр зазнав реконструкції за участю Адольфа Каспара, Рудольфа Долезаля та інших. У 1970-х роках було відновлено орган із небесним хором, а екстер'єр реконструйовано у 1990-х роках. У цей час церкву знову почали використовувати для академічного богослужіння. У 2005 році Отмар Оліва зробив для церкви бронзовий вівтар з мармуровою плитою. Це була остання велика реконструкція церкви.